# Java User Group
Java User Group (JUG) è una comunità che ha come scopo diffondere e confrontare le sue competenze sul linguaggio di programmazione Java. La maggior parte dei JUG sono legati ad una determinata area geografica.
Tipicamente i membri di un JUG si aiutano a vicenda attraverso:
- incontri regolari (di solito mensili)
- mailing lists
- un sito collaborativo o wiki (in cui chiunque può modificare i contenuti)
- gruppi di studio per conseguire le certificazioni Java

Come altri gruppi basati sulle tecnologie molti JUG coprono i costi incontrandosi in spazi concessi dagli enti culturali o pubblici (es. università, scuole) e/o facendo sponsorizzare gli incontri da aziende locali.
Editori come O'Reilly e Apress spesso inviano copie gratuite da distribuire ai JUG in cambio di recensioni dei libri su spazi pubblici.
Nel 2006 sul modello del Linux Day alcuni tra i JUG italiani più attivi hanno collaborato per la realizzazione del JavaDay, una manifestazione itinerante, un roadshow che tocca diverse città italiane in tutta la penisola, portando la tecnologia Java anche in ambiti geografici normalmente esclusi dai circuiti dei grandi eventi.
Analogamente viene creata la Devoxx che organizza eventi in Belgio, Francia e Regno Unito.
I Java User Group possono partecipare al Java Community Process per influenzare l'evoluzione del linguaggio.
Nelle conferenze JavaOne viene ritagliato uno spazio apposito per le Java User Group, le quali possono anche beneficiare di sconti.

## Il sito JUG Events
Un sito molto usato per organizzare gli eventi dei vari Java User Group sparsi nel mondo è JUG events, sviluppato principalmente da membri del JUG Padova. Attraverso il sito è possibile diffondere un prossimo incontro del JUG indicando i relatori e gli argomenti delle esposizioni ed avere una stima del numero dei partecipanti.